# Calosoma alternans
Calosoma alternans es una especie de escarabajo del género Calosoma, familia Carabidae. Fue descrita científicamente por Fabricius en 1792.
Esta especie se encuentra en Antillas Menores, Argentina, Uruguay, Colombia, Venezuela, Brasil y México.